# Dichagyris petersi
Dichagyris petersi är en fjärilsart som beskrevs av Hugo Theodor Christoph 1887. Dichagyris petersi ingår i släktet Dichagyris och familjen nattflyn. Inga underarter finns listade i Catalogue of Life.